# Ledi Bianku
Ledi Bianku (* 22. Februar 1971 in Shkodra) ist ein albanischer Rechtswissenschaftler und Richter am Europäischen Gerichtshof für Menschenrechte.

## Leben
Bianku studierte von 1989 bis 1993 Rechtswissenschaft an der Universität Tirana und verbrachte während dieser Zeit auch ein Auslandsjahr an der Universität Trient. Nach seinem Abschluss arbeitete er von 1994 bis 2006 als Anwalt in Tirana. Unterbrochen wurde diese Tätigkeit lediglich durch ein kurzes Intermezzo bei der OSZE in Albanien in den Jahren 1998 und 1999. 
Von 1995 bis 2007 lehrte er Europa- und Völkerrecht an der Universität Tirana, ab 1997 zusätzlich an der Albanian School of Magistrates. Von 1996 bis 1997 machte er einen Master in European Law am College of Europe in Brüssel. 
Im Jahre 1999 gehörte Bianku zu den Gründern des European Centre in Tirana, dem er bis 2006 als Exekutivdirektor vorstand. Zwischen 2000 und 2007 fungierte er als persönlicher Berater des albanischen Staatspräsidenten, des Parlamentspräsidenten und der Minister für Justiz und europäische Integration. 
Von 2006 bis 2007 amtierte er als Mitglied der Venedig-Kommission des Europarats und war zudem Vorsitzender der nationalen Rundfunkbehörde von Albanien. Von Februar 2008 bis 2019 war er Richter am Europäischen Gerichtshof für Menschenrechte.